# 私は許さない
『私は許さない』（わたしはゆる-）は、東海テレビ制作・フジテレビ系列で、1973年11月26日～1974年2月1日に放送された昼ドラマである。

## キャスト
- 北林早苗
- 早川保
- 小畠絹子
- 榊ひろみ
- 山本耕一

## スタッフ
- 監督：白井更生、馬越彦弥
- 脚本：馬場当
- 音楽：たかしまあきひこ